# X File Explorer
X File Explorer (ou simplement XFE) est un gestionnaire de fichiers graphique libre pour X Window System. Il peut être utilisé par les systèmes d’exploitation UNIX ou type Unix. Il est écrit par le français Roland Baudin et est basé sur l’ancien gestionnaire de fichiers X Win Commander de Maxim Baranov. Ce gestionnaire a pour objectif la simplicité, la légèreté et une facilité d’utilisation. XFE utilise FOX toolkit et est distribué sous la licence GPL.